# ラウンズ郡 (ミシシッピ州)
ラウンズ郡（英: Lowndes County）は、アメリカ合衆国ミシシッピ州の郡である。人口は5万8879人（2020年）。郡庁所在地はコロンバスであり、同郡で人口最大の都市である。郡名はアメリカ合衆国下院議員ウィリアム・ジョーンズ・ラウンズに因んで名付けられた。
ラウンズ郡はその全体でコロンバス都市圏を構成している。

## 地理
アメリカ合衆国国勢調査局に拠れば、郡域全面積は516.45平方マイル (1,337.6 km2)であり、このうち陸地502.30平方マイル (1,301.0 km2)、水域は14.15平方マイル (36.6 km2)で水域率は2.74%である。

### 主要高規格道路
- アメリカ国道45号線
- アメリカ国道45号線代替路
- アメリカ国道82号線
- ミシシッピ州道1号線
- ミシシッピ州道50号線
- ミシシッピ州道69号線
- ミシシッピ州道182号線

### 隣接する郡
- ノクサビー郡 - 南
- オクティベハ郡 - 西
- クレイ郡 - 北西
- モンロー郡 - 北
- ラマー郡 (アラバマ州) - 北東
- ピケンズ郡 (アラバマ州) - 南東

## 人口動態
以下は2000年国勢調査による人口統計データである。
| 基礎データ - 人口: 61,586人 - 世帯数: 22,849 世帯 - 家族数: 16,405 家族 - 人口密度: 47人/km2（123人/mi2） - 住居数: 25,104軒 - 住居密度: 19軒/km2（50軒/mi2） 人種別人口構成 - 白人: 56.47% - アフリカン・アメリカン: 41.56% - ネイティブ・アメリカン: 0.17% - アジア人: 0.54% - 太平洋諸島系: 0.03% - その他の人種: 0.39% - 混血: 0.85% - ヒスパニック・ラテン系: 1.11% 年齢別人口構成 - 18歳未満: 28.6% - 18-24歳: 10.6% - 25-44歳: 29.2% - 45-64歳: 20.4% - 65歳以上: 11.2% - 年齢の中央値: 33歳 - 性比（女性100人あたり男性の人口） - 総人口: 89.9 - 18歳以上: 84.2 | 世帯と家族（対世帯数） - 18歳未満の子供がいる: 36.5% - 結婚・同居している夫婦: 49.2% - 未婚・離婚・死別女性が世帯主: 18.7% - 非家族世帯: 28.2% - 単身世帯: 24.6% - 65歳以上の老人1人暮らし: 8.9% - 平均構成人数 - 世帯: 2.61人 - 家族: 3.13人 収入と家計 - 収入の中央値 - 世帯: 32,123米ドル - 家族: 38,248米ドル - 性別 - 男性: 31,792米ドル - 女性: 20,640米ドル - 人口1人あたり収入: 16,514米ドル - 貧困線以下 - 対人口: 21.3% - 対家族数: 18.0% - 18歳未満: 31.8% - 65歳以上: 16.8% |

## 都市と町

### 都市
- コロンバス - 郡庁所在地

### 町
- アーテジア
- カレドニア
- クロウフォード

### 国勢調査指定地域
- コロンバス空軍基地
- ニューホープ

### 未編入の町
| - ベントオーク - ビラップス - フリントヒル - フォレストン - コロラスプリングス | - メイヒュー - マクレアリー - ペンズ - プラムグローブ - スティーンズ | - トリニティ - ウェルズ - ホワイトベリー - ウッドローン |

### 廃村
- プリマス

## 教育

### 初等中等教育
ラウンズ郡の公共教育はコロンバス市教育学区とラウンズ郡教育学区が管轄している。
コロンバス市教育学区には次の学校がある。
- コロンバス高校
- S・D・リー中学校
- R・E・ハント中間学校
- クック小学校美術マグネットスクール
- フェアビュー小学校航空科学マグネットスクール
- フランクリン小学校医学福祉マグネットスクール
- セイル小学校国際研究マグネットスクール
- ストークス・ベアード小学校技術対話マグネットスクール

ラウンズ郡教育学区には下記の3つの地域があり、それぞれが小学校、中学校、高校各1校を運営している:
- カレドニア
- ニューホープ
- ウェストラウンズ

### 高等教育機関
コロンバス市にはミシシッピ女子大学がある。東ミシシッピ・コミュニティカレッジの担当範囲にも入っている。郡内の未編入の町であるメイヒューにはゴールデンアングルキャンパスがある。この体系はコロンバス市にあるコロンバス空軍基地基地外施設でも授業を行っている。